# 碘酸镥
碘酸镥是一种无机化合物，化学式为Lu(IO3)3，它存在α型和β型的两种无水物，以及二水合物和四水合物。它可由硝酸镥和碘酸（或碘酸钾）反应制得。它受热分解，生成氧化镥。